# Тейлор, Шеннан
Шеннан Тейлор (англ. Shannan Taylor, родился 12 мая 1972 в Булли, Австралия) — австралийский боксёр-профессионал, выступающий в средней (Middleweight) весовой категории.
В марте 2001 году в бою за звание чемпиона по версии WBС в полусреднем весе (до 66,678 кг) встретился с обладателем титула Шейном Мосли. Бой был остановлен, после того как в шестом раунде Тейлор не вышел на ринг, и Мосли защитил титул.
Впоследствии перешёл в среднюю весовую категорию (до 72,574 кг) и 4 марта 2006 года боксировал против Артура Абрахама за титул чемпиона мира по версии МБФ (IBF), но уступил по очкам.
7 октября 2011 года встретился с Синтунгом Кьетбусабой в бою за титул WBF в среднем весе и победил своего соперника техническим нокаутом в четвёртом раунде.
Тейлор выиграл 52 из своих 65 боев, в том числе 37 нокаутом. Наилучшая позиция в мировом рейтинге: 93-й (31 мая 2007).

## Результаты боёв
| Бой | Дата | Соперник | Судьи | Место боя | Раундов | Результат | Дополнительно |
| --- | ---- | -------- | ----- | --------- | ------- | --------- | ------------- |
|     |      |          |       |           |         |           |               |
| Бой | Дата | Соперник | Судьи | Место боя | Раундов | Результат | Дополнительно |